# Auguste Désiré Bernard Wolff
Auguste Désiré Bernard Wolff (* 3. Mai 1821 in Paris; † 3. Februar 1887 ebenda) war ein französischer Pianist, Klavierbauer und Komponist.

## Leben und Werk
Wolff besuchte als Schüler von Pierre Zimmermann (Klavier) und Fromental Halévy (Komposition) das Pariser Konservatorium. Er unterrichtete dort selbst über fünf Jahre das Fach Klavier. 1850 trat er in die Klavierfabrik Pleyel ein. 1852 wurde er Sozius der Firma Pleyel-Wolff & Cie. 1855 nach dem Tode Pleyels übernahm er die Firma.
Wolff veröffentlichte diverse Klavierkompositionen. Er stiftete den jährlich vergebenen Prix Pleyel-Wolff für das beste Klavierwerk mit und ohne Orchester. Wolff fand Verbesserungen an der doppelten Auslösung, eine Transponiervorrichtung und das Pédale-tonale.